# Silver Streak
Silver Streak is een Amerikaanse komische film uit 1976.

## Rolverdeling
| Acteur                 | Personage                     |
| ---------------------- | ----------------------------- |
| Gene Wilder            | George Caldwell               |
| Jill Clayburgh         | Hildegarde "Hilly" Burns      |
| Richard Pryor          | Grover T. Muldoon             |
| Patrick McGoohan       | Roger Devereau                |
| Ned Beatty             | Bob Sweet / FBI Agent Stevens |
| Ray Walston            | Edgar Whiney                  |
| Clifton James (acteur) | Sheriff Oliver Chauncey       |